# Yumatief
Das Yumatief ist ein sommerliches Tiefdruckgebiet, das sich im Südwesten der Vereinigten Staaten und Nordwesten Mexikos ausbildet und nach der Kleinstadt Yuma im Coloradotal an der US-amerikanisch-mexikanischen Grenze benannt ist.
In den Sommermonaten ist die Einstrahlung im intramontanen Bereich Nordamerikas sehr hoch und die Luftfeuchtigkeit gering. Die starke Erwärmung führt zu konvektiver Luftmassenbewegung und es bildet sich ein trockenes Hitzetief im Bereich des unteren Coloradotales aus. Das Bodentiefdruckgebiet wird meist mit Luftmassen aus dem Norden und Westen aufgefüllt, doch auch diese bringen keine Witterungsänderungen, da die intermontanen Bereiche stets im Lee von Gebirgszügen liegen und die heranziehende Luft eine stabile Luftschichtung bewirkt. Gelegentlich setzt das Yumatief einen weit westlich strömenden amerikanischen Monsun in Gang.
Die Folge sind meist durchgehend trockene und heiße Sommermonate. Yuma rühmt sich sogar, mit 95 % der Ort mit den meisten Sonnenstunden weltweit zu sein. Die Durchschnittstemperaturen im Sommer übersteigen regelmäßig die 30 °C-Marke.